# Nate Palmer
Nate Palmer (23 settembre 1989) è un giocatore di football americano statunitense che gioca nel ruolo di linebacker per i Tennessee Titans della National Football League (NFL). Fu scelto nel corso del sesto giro (193º assoluto) del Draft NFL 2013 dai Green Bay Packers. Al college ha giocato a football all’Università statale dell'Illinois.

## Carriera professionistica

### Green Bay Packers
Palmer fu scelto nel corso del sesto giro del Draft 2013 dai Green Bay Packers. Debuttò come professionista nella settimana 3 contro i Cincinnati Bengals. La sua stagione da rookie si concluse con 17 tackle in 8 presenze, di cui 2 come titolare.

### Tennessee Titans
L'11 aprile 2016, Palmer firmò con i Tennessee Titans.

## Statistiche
| Partite totali      | 8  |
| Partite da titolare | 2  |
| Tackle              | 17 |
| Sack                | 0  |
| Intercetti          | 0  |

Statistiche aggiornate alla stagione 2013